# Завицианос, Маркос
Ма́ркос Завици́анос (греч. Μάρκος Ζαβιτσίανος, 1884, Константинополь — 1923, Женева) — греческий художник и гравер начала XX века. Один из первых греческих социалистов.

## Биография

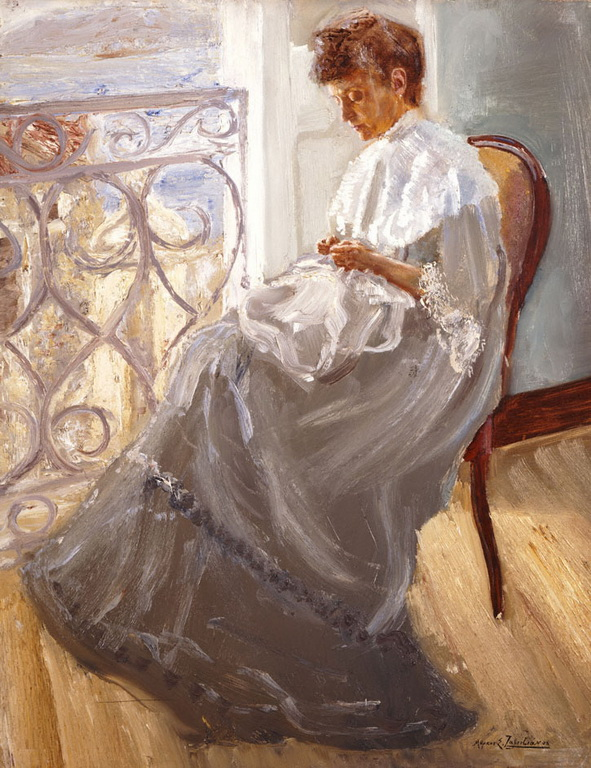
На балконе.

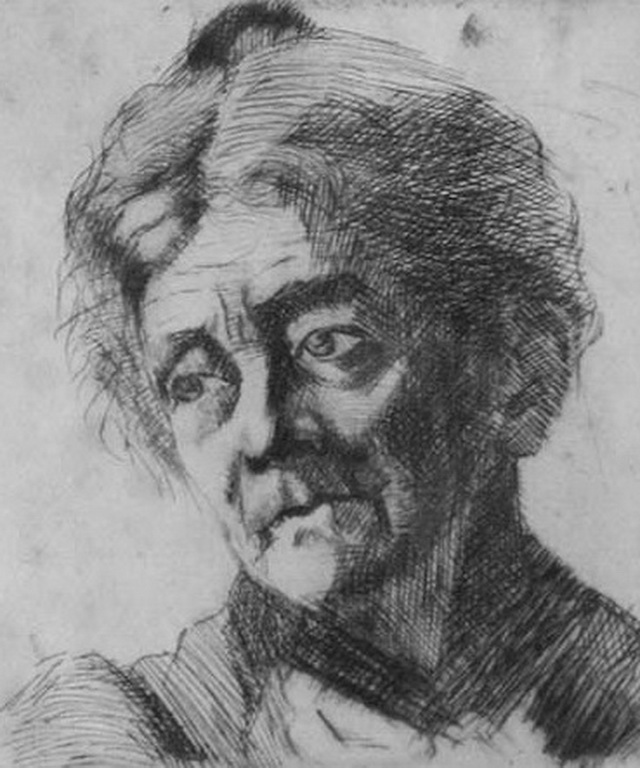
Мать художника. (1919—1920)

Маркос Завицианос родился в Константинополе в 1884 году, в греческой аристократической семье происходившей с острова Керкира. Отец его был врачом, мать, французского происхождения, имела художественное образование.
Завицианос поступил в константинопольскую греческую Великую школу нации, но в 1902 году его семья переехала в Греческое королевство и обосновалась на острове Керкира.
В 1904 году Завицианос уехал в Мюнхен. Поступил в Мюнхенскую академию художеств, где учился живописи у Габриеля фон Хакля и гравюре у M. Kern.
В годы своего пребывания в Германии он подружился с одним из пионеров социализма в Греции писателем Костасом Хадзопулосом (1868—1920) и принял социалистические идеи.
В возрасте всего лишь 23 лет, принял участие в полемике на страницах журнала «Нумас», о книге Георгия Склироса «Наш общественный вопрос» (1907), в которой с пафосом и ясностью высказал свои убеждения и своё видение о будущем греческого общества.
В 1911 году он вернулся на Керкиру, где сотрудничал с Константином Теотокисом в создании «Социалистического союза Керкиры».
В 1912 году Завицианос выставил свои работы в афинском дворце Заппион, а через 2 года принял участие в художественном обществе «Товарищество девяти» и иллюстрировал шестью своими гравюрами книгу К.Теотокиса «Цена и деньги».
Завицианос выставлял свои работы в Керкире в 1914 году.
В 1915 году Завицианос был среди учредителей журнала «Антология Керкиры», в котором он публиковал свои литературные и художественные работы.
Завицианос принял участие в выставках Союза греческих художников 1915, 1916 и 1917 годов и в выставке La Boetie в Париже в 1919 году.
В период 1919—1922 Завицианос выполнил гравюры для второго издания книги П. Властоса «В тени смоковницы», которое однако не состоялось.
В 1922 году Завицианос организовал персональную выставку в Заппионе, где выставил свои работы маслом и гравюры.
В том же году он отправился в Берлин, где иллюстрировал книгу Вернера Хагемана (Alfred Maria Ellis — Werner Hageman) «Ифигения».
В последующие годы Завицианос выставлял свои работы на выставках в Афинах и Париже. В 1923 году, находясь в Женеве, Завицианос заболел пневмонией и умер в возрасте 39 лет.

## Оценки и наследие
Один из крупнейших поэтов современной Греции Костис Паламас, в своей статье посвящённой памяти художника, писал: «Маркос Завицианос был настоящим художником в проявлениях как своей работы, так и своей жизни. … Маркос Завицианос соединял вдохновение художника и теоретическое образование. Он был способен использовать перо писателя, чтобы обсудить и вопросы эстетического характера и социологического порядка…».
Захариас Папантониу пишет о нём как о «замыкающем ряд Полиласа, Калосгуроса, Теотокиса и Мавилиса».
Маринос Каллигас охарактеризовал его «думающим человеком, который осознавал ответственность настоящего художника».
В 1936 году работы Завицианоса были выставлены на Венецианской Биеннале.
В 1982 году, десятилетия спустя после смерти Теотокиса, были изданы его «Рассказы — Истории Керкиры» и «Жизнь госпожи Керкиры», иллюстрированные гравюрами Завицианоса, выполненными в начале века для этих несостоявшихся изданий.
В 2003 году работы Завицианоса были выставлены на выставке «Света и тени — Панорама греческой гравюры», организованной Муниципальной галерей города Ханья
В 2013 году Культурный фонд Национального банка Греции издал книгу «Маркос Завицианос „Работы и тексты“», в которую включена антология работ художника с иллюстрациями к книгам Полиласа, Теотокиса, Калосгуроса, Мавилиса и др.

## Работы

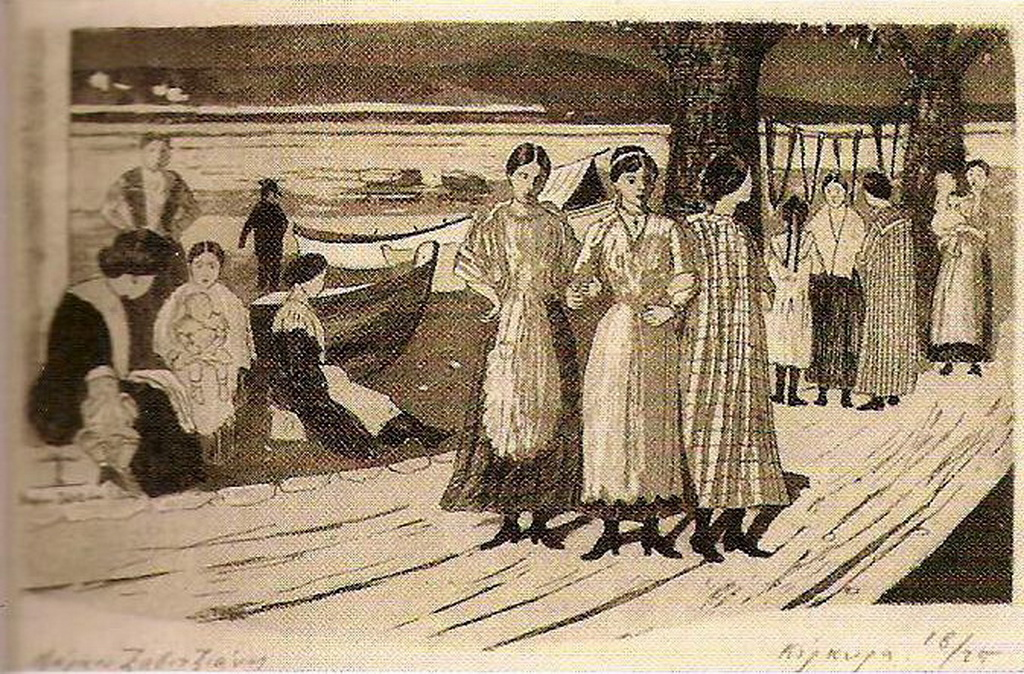
Девушки пригорода на прогулке.

Завицианос, знакомый с западно-европейской гравюрой, ставил себе целью перенести западно-европейские мотивы в греческую тематику. Завицианос выбирал, каждый раз, отличный стилистический мотив, в зависимости от требований самой темы.
Справедливо отмечается что его работы были неравносильными и с разными направлениями.
Его целью на протяжения своей короткой жизни было стилистическое обновление, простых жанровых картин Керкиры начала 20-го века.
В работах «Девушки пригорода на прогулке» и «Крестины» художник использует декоративные мотивы в одежде. Художник применил много декоративных элементов живописи, но не ограничился ими.
Завицианос был художником, который работал всегда по случаю. Тема определяла метод и стиль а не обратное. Когда он иллюстрировал рассказы П.Властоса, он удалялся от стиля Наби, в пользу реалистического и описательного воспроизведения.
Его работы непосредственны. Когда он исполнял гравюру «Драка», он интересовался верным воспроизведением характеров и насильственностью этого момента. Его формы чисты и чёткие. Человеческие фигуры изображаются с конкретными и одновременно чёткими очертаниями.
Сам Завицианос считал себя живописцем, но в истории современного греческого искусства он остался как гравёр. Несмотря на то, что он учился в Мюнхенской академии, он создаёт свой стиль в живописи, в соответствии с принципами импрессионизма. Что касается его гравюры, следует определить её, основываясь на различии между реалистическим/воспроизводящим и фантастическим/символическим. На полюсах этой шкалы он работал и исполнял свои гравюры. Завицианос часто использовал реалистический язык, но это никогда не вело его к упрощённому натурализму.
Его работы, в большей своей части, являются гравюрами, предназначенными для иллюстрации книг, и несут на себе печать реализма. Но в его живописи, которая включает в себя пейзажи и портреты, очевидно его знакомство с импрессионистскими и постимпрессионистскими тенденциями.